# Flogão
Flogão é um site online que permite o compartilhamento de imagens e informações de usuários registrados, é a terceira rede social mais antiga do mundo em atividade, ficando atrás apenas do Linkedin (2002) e Myspace (2003). Foi fundado em 2004 e foi um dos primeiros sites brasileiros a possuir essa ferramenta. Com isso obteve muita popularidade entre jovens e adolescentes que tinham acesso a internet no inicio da década de 2000.
Ao passar dos anos o serviço enfrentou vários problemas se tornou obsoleto e muito ultrapassado, sendo abandonado pelos seus usuários mais fiéis e perdendo muito espaço para outros serviços mais atualizados, como o Instagram.
O site teve suas atividades encerradas em 24 de junho de 2019. O Flogão retornou suas atividades em 2022 no novo endereço Flogão.com.